# Teatro Marquina
El Teatro Marquina és un teatre situat en el número 11 del carrer Prim, de Madrid. Es va inaugurar el 21 de desembre de 1962, en el solar que el dramaturg Eduard Marquina va llegar al Montepío de Autores. D'aquest fet en pren el nom. El 1982 tanca les portes. El 1996, va ser enderrocar i alçar de nou. És reinaugurat el 17 de març de 1998 amb la representació Master Class protagonitzada per Núria Espert.